# Ivor Hele
Sir Ivor Henry Thomas Hele était un artiste australien réputé pour ses portraits. Il est l'artiste de guerre australien ayant eu la plus longue carrière et a réalisé plus d'œuvres sur commande que quiconque dans l'histoire de l'art australien.

## Biographie
Hele est né à Edwardstown, en Australie-Méridionale. Il est le plus jeune des quatre enfants d'Arthur Hele et de son épouse Ethel May Hele. Il a reçu trois certificats de première classe à l'exposition d'art de la Royal Drawing Society en 1924 et le prix de la princesse Louise à leur exposition l'année suivante. En 1926, il est admis à la South Australian Society of Arts, devenant leur plus jeune membre. Outre ses études d'art (trois soirs par semaine et le samedi), il s'intéressait au sport et avait des résultats scolaires satisfaisants.  
À 20 ans, Hele a épousé Jean Berry, une joueuse de basket.
Encouragé par Thomas Blamey et avec une promesse de soutien financier pour sa carrière artistique, Hele s'est enrôlé comme soldat dans le 2e AIF et en juin 1940 est parti en bateau pour le Moyen-Orient avec la 9e division d'infanterie australienne.

## Œuvres
- Il a été chargé de peindre l'ouverture du Parlement fédéral par la reine lors de sa visite en Australie en 1954 .
- Il a peint des portraits des Premiers ministres Sir William McMahon et Malcolm Fraser, qui sont aujourd'hui accrochés au Nouveau Parlement à Canberra .
- Son portrait de Sir Thomas Blamey est détenu par l'Australian War Memorial[3]
- Son portrait de Sir Lyell McEwin, chef de longue date du Conseil législatif de l'Australie-Méridionale, est accroché au parlement australien, à Adélaïde[4].
- Son portrait du professeur Chapman est accroché au théâtre Chapman de l'Université d'Adélaïde .
- La National Portrait Gallery détient ses portraits de Claude Charlick, Sir Lloyd Dumas et le sénateur, Dame Nancy Buttfield .
- La Bibliothèque d'État de la Nouvelle-Galles du Sud détient son autoportrait de 1957 et un portrait du dramaturge Max Afford .
- Portraits de Sir Donald Bradman et du duc de Gloucester[5].

Œuvres d'Ivor Hele
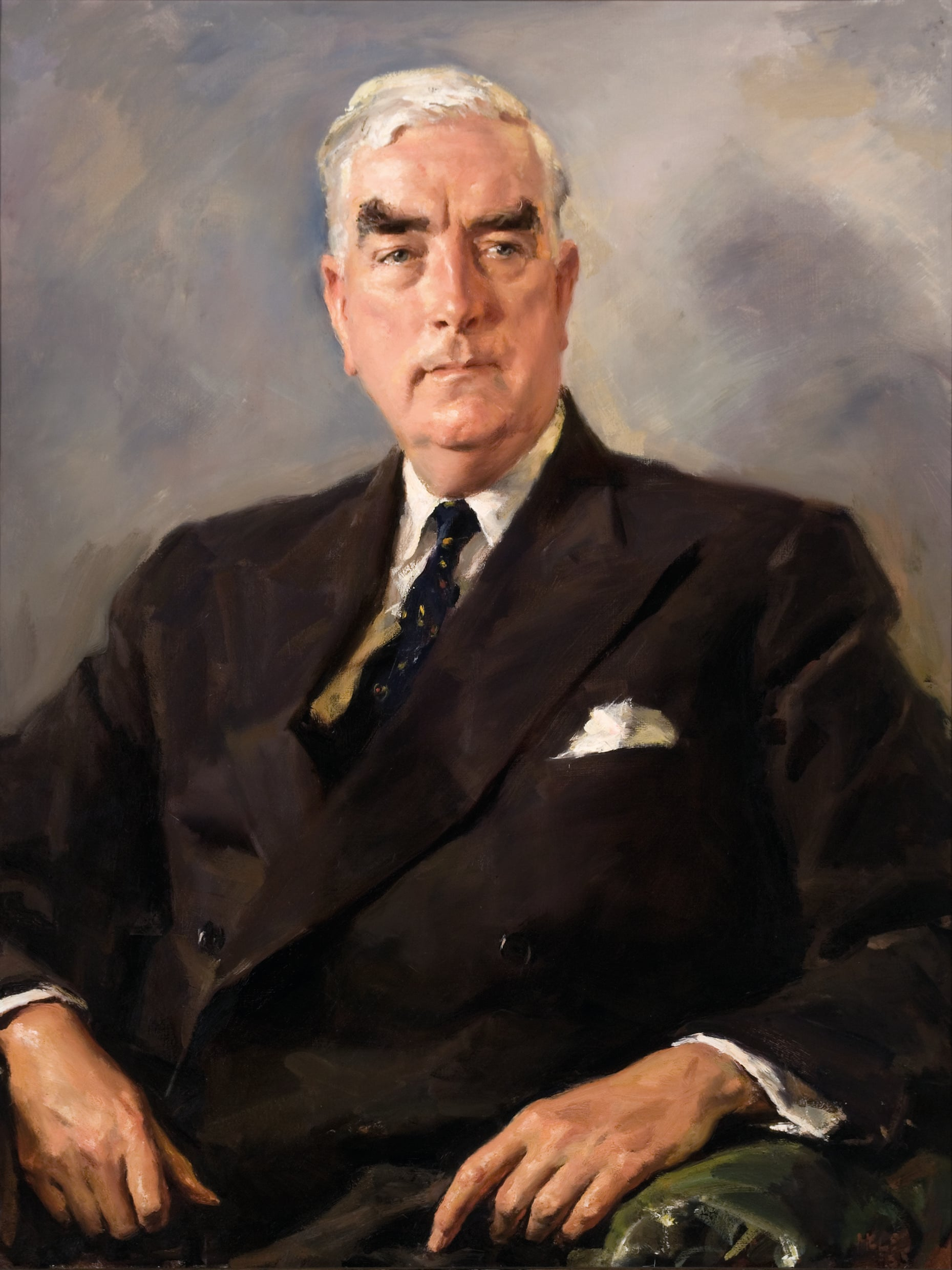
Portrait de Robert Menzies
Troupes australiennes arrivant à Alexandrie après avoir été évacuées de Grèce.